# 진도군 (선거구)
진도군은 대한민국의 옛 국회의원 선거구이다. 당시 전라남도 진도군 지역을 관할했다.

## 역사
제헌 국회의원 선거를 앞두고 진도군 전 지역을 관할하는 선거구로 신설되었다.
제9대 국회의원 선거를 앞두고 해남군 선거구와 통합되면서 해남군·진도군 선거구를 이루게 됨에 따라 폐지되었다.

## 역대 국회의원
| 선거   | 정당 | 정당       | 의원   |
| ------ | ---- | ---------- | ------ |
| 1948년 |      | 무소속     | 김병회 |
| 1950년 |      | 무소속     | 조병문 |
| 1954년 |      | 자유당     | 조병문 |
| 1958년 |      | 무소속     | 손재형 |
| 1960년 |      | 민주당     | 박희수 |
| 1963년 |      | 민주공화당 | 이남준 |
| 1967년 |      | 민주공화당 | 이남준 |
| 1971년 |      | 민주공화당 | 손재형 |

## 역대 선거 결과

### 대한민국 제헌 국회의원 선거
|  | 55.43% |

|  | 23.61% |

|  | 16.19% |

|  | 4.75% |

### 대한민국 제2대 국회의원 선거
|  | 35.94% |

|  | 22.78% |

|  | 13.80% |

|  | 9.53% |

|  | 9.34% |

|  | 8.58% |

### 대한민국 제3대 국회의원 선거
|  | 31.08% |

|  | 26.57% |

|  | 25.70% |

|  | 16.63% |

|  | 0% |

|  | 0% |

### 대한민국 제4대 국회의원 선거
|  | 57.68% |

|  | 42.31% |

### 대한민국 제5대 국회의원 선거
|  | 37.28% |

|  | 29.56% |

|  | 28.32% |

|  | 4.81% |

### 대한민국 제6대 국회의원 선거
|  | 53.45% |

|  | 36.31% |

|  | 10.22% |

### 대한민국 제7대 국회의원 선거
|  | 55.83% |

|  | 42.32% |

|  | 1.83% |

|  | 0% |

### 대한민국 제8대 국회의원 선거
|  | 69.36% |

|  | 30.63% |